# Wendlandia proxima
Wendlandia proxima är en måreväxtart som först beskrevs av David Don, och fick sitt nu gällande namn av Dc.. Wendlandia proxima ingår i släktet Wendlandia och familjen måreväxter.
Artens utbredningsområde är Nepal. Inga underarter finns listade i Catalogue of Life.